# فرانسوا باربو
فرانسوا باربو هو مصمم أزياء تقليدية كندي، ولد في 27 يوليو 1935 في مونتريال في كندا، وتوفي في 28 يناير 2016.

## وصلات خارجية
- فرانسوا باربو على موقع IMDb (الإنجليزية)
- فرانسوا باربو على موقع قاعدة بيانات الفيلم (الإنجليزية)